# Alcis amictozona
Alcis amictozona là một loài bướm đêm trong họ Geometridae.